# Prancak (Pasongsongan)
Prancak is een bestuurslaag in het regentschap Sumenep van de provincie Oost-Java, Indonesië. Prancak telt 5470 inwoners (volkstelling 2010).